# Saison 2019 de l'équipe cycliste Dimension Data
La saison 2019 de l'équipe cycliste Dimension Data est la vingt-troisième de cette équipe.

## Préparation de la saison 2019

### Sponsors et financement de l'équipe
L'équipe porte le nom de Dimension Data, société de services en ingénierie informatique sud-africaine qui est son sponsor principal depuis 2016. 

### Arrivées et départs
| Arrivées          | Équipe 2018            |
| ----------------- | ---------------------- |
| Lars Ytting Bak   | Lotto-Soudal           |
| Stefan de Bod     | Dimension Data-Qhubeka |
| Enrico Gasparotto | Bahrain-Merida         |
| Roman Kreuziger   | Mitchelton-Scott       |
| Giacomo Nizzolo   | Trek-Segafredo         |
| Rasmus Tiller     | Joker-Icopal           |
| Michael Valgren   | Astana                 |
| Gino Mäder        | IAM Excelsior          |
| Danilo Wyss       | BMC Racing             |

| Départs         | Équipe 2019        |
| --------------- | ------------------ |
| Igor Antón      | Retraite           |
| Natnael Berhane | Cofidis            |
| Mekseb Debesay  | Bike Aid           |
| Nicolas Dougall | Retraite           |
| Merhawi Kudus   | Astana             |
| Lachlan Morton  | EF Education First |
| Serge Pauwels   | CCC                |
| Scott Thwaites  | Vitus Pro Cycling  |
| Johann van Zyl  | 303 Project        |

## Coureurs et encadrement technique

### Effectif
| Cycliste                    | Date de naissance | Nationalité    | Équipe 2018                |  |
| --------------------------- | ----------------- | -------------- | -------------------------- |  |
| Lars Ytting Bak             | 16 janvier 1980   | Danemark       | Lotto-Soudal               |  |
| Edvald Boasson Hagen        | 17 mai 1987       | Norvège        | Dimension Data             |  |
| Mark Cavendish              | 21 mai 1985       | Royaume-Uni    | Dimension Data             |  |
| Steve Cummings              | 19 mars 1981      | Royaume-Uni    | Dimension Data             |  |
| Scott Davies                | 5 août 1995       | Royaume-Uni    | Dimension Data             |  |
| Stefan de Bod               | 17 novembre 1996  | Afrique du Sud | Dimension Data-Qhubeka     |  |
| Nicholas Dlamini            | 12 août 1995      | Afrique du Sud | Dimension Data             |  |
| Bernhard Eisel              | 17 février 1981   | Autriche       | Dimension Data             |  |
| Enrico Gasparotto           | 22 mars 1982      | Italie         | Bahrain-Merida             |  |
| Amanuel Gebrezgabihier      | 17 août 1994      | Érythrée       | Dimension Data             |  |
| Ryan Gibbons                | 13 août 1994      | Afrique du Sud | Dimension Data             |  |
| Jacques Janse van Rensburg  | 6 septembre 1987  | Afrique du Sud | Dimension Data             |  |
| Reinardt Janse van Rensburg | 3 février 1989    | Afrique du Sud | Dimension Data             |  |
| Benjamin King               | 22 mars 1989      | États-Unis     | Dimension Data             |  |
| Roman Kreuziger             | 6 mai 1986        | Tchéquie       | Mitchelton-Scott           |  |
| Gino Mäder                  | 4 janvier 1997    | Suisse         | IAM Excelsior              |  |
| Louis Meintjes              | 21 février 1992   | Afrique du Sud | Dimension Data             |  |
| Giacomo Nizzolo             | 30 janvier 1989   | Italie         | Trek-Segafredo             |  |
| Ben O'Connor                | 25 novembre 1995  | Australie      | Dimension Data             |  |
| Mark Renshaw                | 22 octobre 1982   | Australie      | Dimension Data             |  |
| Tom-Jelte Slagter           | 1er juillet 1989  | Pays-Bas       | Dimension Data             |  |
| Jay Robert Thomson          | 4 décembre 1986   | Afrique du Sud | Dimension Data             |  |
| Rasmus Tiller               | 28 juillet 1996   | Norvège        | Joker-Icopal               |  |
| Michael Valgren             | 7 février 1992    | Danemark       | Astana                     |  |
| Jacobus Venter              | 13 février 1987   | Afrique du Sud | Dimension Data             |  |
| Julien Vermote              | 26 juillet 1989   | Belgique       | Dimension Data             |  |
| Danilo Wyss                 | 26 août 1985      | Suisse         | BMC Racing                 |  |
| Stagiaire                   | Date de naissance | Nationalité    | Équipe 2019                |  |
| Alexander Konychev          | 25 juillet 1998   | Italie         | Dimension Data for Qhubeka |  |

### Encadrement
L'équipe est dirigée depuis sa création en 1997 par Douglas Ryder. Rolf Aldag, directeur de la performance, et cinq directeurs sportif encadrent les coureurs en course : Alex Sans Vega, Bingen Fernández, Jean-Pierre Heynderickx , Gino van Oudenhove et Hendrik Redant,.

## Bilan de la saison

### Victoires
| Date       | Course                                         | Pays     | Classe | Vainqueur              |
| ---------- | ---------------------------------------------- | -------- | ------ | ---------------------- |
| 06/02/2019 | 1re étape du Tour de la Communauté valencienne | Espagne  | 2.1    | Edvald Boasson Hagen   |
| 21/02/2019 | 6e étape du Tour d'Oman                        | Oman     | 2.HC   | Giacomo Nizzolo        |
| 30/05/2019 | 3e étape du Tour de Norvège                    | Norvège  | 2.HC   | Edvald Boasson Hagen   |
| 09/06/2019 | 1re étape du Critérium du Dauphiné             | France   | 2.UWT  | Edvald Boasson Hagen   |
| 23/06/2019 | 5e étape du Tour de Slovénie                   | Slovénie | 2.HC   | Giacomo Nizzolo        |
| 28/06/2019 | Championnat d'Érythrée du contre-la-montre     | Érythrée | CN     | Amanuel Gebrezgabihier |
| 13/08/2019 | 1re étape du Tour de Burgos                    | Espagne  | 2.HC   | Giacomo Nizzolo        |

### Résultats sur les courses majeures
Les tableaux suivants représentent les résultats de l'équipe dans les principales courses du calendrier international (les cinq classiques majeures et les trois grands tours). Pour chaque épreuve est indiqué le meilleur coureur de l'équipe, son classement ainsi que les accessits obtenus par Dimension Data sur les courses de trois semaines.

#### Classiques
| Classique            | Milan-San Remo        | Tour des Flandres          | Paris-Roubaix              | Liège-Bastogne-Liège    | Tour de Lombardie            |
| -------------------- | --------------------- | -------------------------- | -------------------------- | ----------------------- | ---------------------------- |
| Coureur (classement) | Giacomo Nizzolo (20e) | Edvald Boasson Hagen (32e) | Edvald Boasson Hagen (45e) | Tom-Jelte Slagter (43e) | Amanuel Gebrezgabihier (25e) |

#### Grands tours
| Grand tour           | Tour d'Italie      | Tour de France        | Tour d'Espagne     |
| -------------------- | ------------------ | --------------------- | ------------------ |
| Coureur (classement) | Ben O'Connor (32e) | Roman Kreuziger (16e) | Ben O'Connor (25e) |
| Accessits            | -                  | -                     | -                  |